# 포르케 엘 아모르 만다
《포르케 엘 아모르 만다》(스페인어: Porque el amor manda)은 2012년 방영된 멕시코의 텔레노벨라이다.